# 韋斯尼亞內 (羅夫諾州)
50°41′16″N 27°13′15″E / 50.68778°N 27.22083°E
韋斯尼亞內（羅馬化：Vesniane）是烏克蘭的城鎮，位於該國西北部羅夫諾州，由羅夫諾區科列茨市鎮負責管轄，處於科爾奇克河畔，始建於1629年，面積2.909平方公里，2001年人口894。